# Neeugoa lkanshireiensis
Neeugoa lkanshireiensis là một loài bướm đêm trong họ Noctuidae.